# Новоникольское (Наро-Фоминский район)
Новоникольское — деревня в Наро-Фоминском районе Московской области, в составе сельского поселения Ташировское. Численность постоянного населения по Всероссийской переписи 2010 года — 10 человек, в деревне числятся 2 садовых товарищества. До 2006 года Новоникольское входило в состав Ташировского сельского округа.
Деревня расположена в юго-западной части района, на правом берегу реки Ольшанка, левом притоке реки Плесенка (приток Нары), примерно в 11 км к западу от города Наро-Фоминска, высота центра над уровнем моря 194 м. Ближайшие населённые пункты — Плесенское в 1 км на восток, Шапкино в 2 км на юго-восток и Васильчиново в 2,5 км на запад.